# Otto Leskinen
Otto Leskinen, född 6 februari 1997, är en finländsk professionell ishockeyback som spelar för Tappara i Liiga.
Han har tidigare spelat för Montreal Canadiens i National Hockey League (NHL); Jokerit i Kontinental Hockey League (KHL); Kalevan Pallo i Liiga; Rocket de Laval i American Hockey League (AHL) och Iisalmen Peli-Karhut i Mestis.
Leskinen blev aldrig draftad.

## Statistik
| 2015–2016    | Kalevan Pallo        | Liiga        | 19  | 0  | 1  | 1  | 2  | —  | — | — | —  | — |
| 2016–2017    | Kalevan Pallo        | Liiga        | 50  | 2  | 8  | 10 | 10 | 14 | 1 | 0 | 1  | 2 |
|              | Iisalmen Peli-Karhut | Mestis       | 5   | 1  | 2  | 3  | 2  | —  | — | — | —  | — |
| 2017–2018    | Kalevan Pallo        | Liiga        | 52  | 1  | 12 | 13 | 20 | 6  | 0 | 1 | 1  | 0 |
| 2018–2019    | Kalevan Pallo        | Liiga        | 57  | 8  | 23 | 31 | 34 | —  | — | — | —  | — |
| 2019–2020    | Montreal Canadiens   | NHL          | 5   | 0  | 0  | 0  | 0  | —  | — | — | —  | — |
|              | Rocket de Laval      | AHL          | 52  | 2  | 20 | 22 | 57 | —  | — | — | —  | — |
| 2020–2021    | Kalevan Pallo        | Liiga        | 17  | 4  | 6  | 10 | 10 | —  | — | — | —  | — |
|              | Montreal Canadiens   | NHL          | 1   | 0  | 0  | 0  | 0  | —  | — | — | —  | — |
|              | Rocket de Laval      | AHL          | 33  | 1  | 16 | 17 | 12 | —  | — | — | —  | — |
| 2021–2022    | Jokerit              | KHL          | 35  | 4  | 11 | 15 | 8  | —  | — | — | —  | — |
|              | Tappara              | Liiga        | 10  | 4  | 4  | 8  | 2  | 15 | 4 | 6 | 10 | 0 |
| 2022–2023    | Rocket de Laval      | AHL          | 24  | 1  | 7  | 8  | 22 | —  | — | — | —  | — |
| NHL totalt   | NHL totalt           | NHL totalt   | 6   | 0  | 0  | 0  | 0  | —  | — | — | —  | — |
| Liiga totalt | Liiga totalt         | Liiga totalt | 205 | 19 | 54 | 73 | 78 | 35 | 5 | 7 | 12 | 2 |
| AHL totalt   | AHL totalt           | AHL totalt   | 109 | 4  | 43 | 47 | 91 | —  | — | — | —  | — |

### Internationellt
| Källa: Uppdaterad: 2019-12-06 | Källa: Uppdaterad: 2019-12-06 | Källa: Uppdaterad: 2019-12-06 |         | Utv = Utvisningsminuter | Utv = Utvisningsminuter | Utv = Utvisningsminuter | Utv = Utvisningsminuter | Utv = Utvisningsminuter |
| År                            | Lag                           | Mästerskap                    | Matcher | Mål                     | Assists                 | Poäng                   | Utv                     |                         |
| ----------------------------- | ----------------------------- | ----------------------------- | ------- | ----------------------- | ----------------------- | ----------------------- | ----------------------- | ----------------------- |
| 2016                          | Finland                       | U18                           | 7       | 0                       | 0                       | 0                       | 4                       |                         |
| Junior totalt                 | Junior totalt                 | Junior totalt                 | 7       | 0                       | 0                       | 0                       | 4                       |                         |